# Атгейр

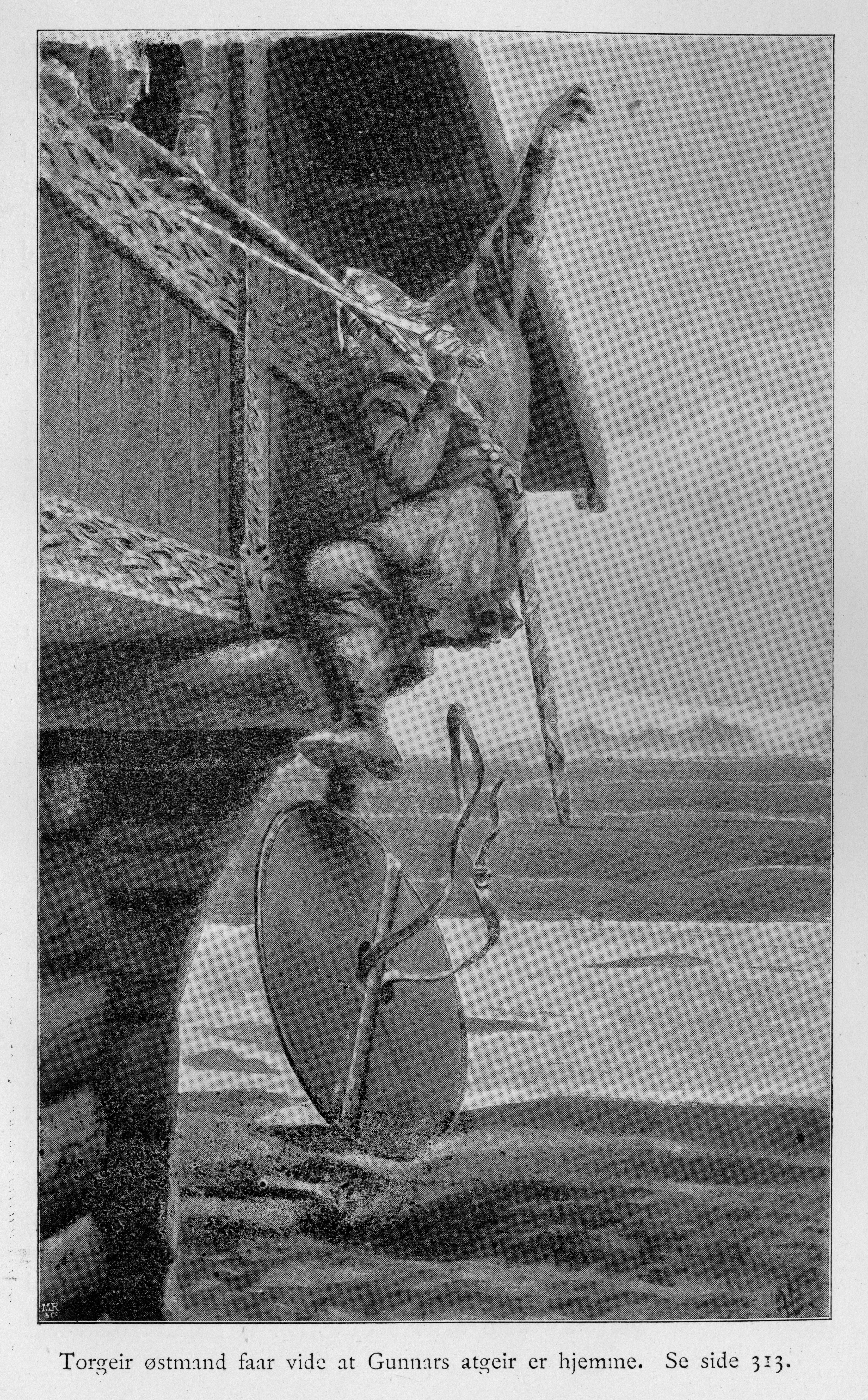
Гунар Гамундарсон, озброєний списом-атгейром, захищає свій дім. Ілюстрація А. Блоша до «Саги про Ньяла».

Атгейр (англ., норв. і ісл. atgeir) — вид держакової холодної зброї, уживаної вікінгами  Скандинавії, а також у їхніх поселеннях на Британських островах й Ісландії). Слово atgeir часто перекладають як «алебарда», хоча найімовірніше за все, ця зброя була ближче до вульжі або глефи. Первісне значення — «найбільше списоподібне», і може вживатись щодо більш або менш важкої зброї. Пізніше термін стали уживати щодо звичайних європейських алебард (похідним словом atgeirsstafir стали звати списоподібну зброю).
Слово уперше засвідчене в германських джерелах, ще до доби вікінгів. Сама ж література доби вікінгів його не знає, рівно як не відоме ніяких артефактів, які можна було ототожнити з атгейром. Варіанти саг, які містять згадки про нього, хронологічно не мають стосунку до епохи вікінгів, а походять з Ісландії XIII ст. і пізнішого часу.
Можливо, найвідоміший атгейр належав Гунару Гамундарсону — герою «Саги про Ньяла». Згідно з цим твором, зброя мала властивість видавати дзвінливий звук («співати»), що було передвістям близької битви (за іншою версією, атгейр у передчутті кровопролиття починав «пітніти» кров'ю). Втім, «Сага про Ньяла» є порівняно пізньою пам'яткою (її автор відомий), тому подробиці опису одягу, зброї можуть бути скопійовані з часів Пізнього Середньовіччя, не бувши прямо пов'язані з вікінгами.